# Halt (Unix)
halt – program, który powoduje zatrzymanie pracy systemu, wyłączenie daemonów oraz zapisanie zawartości buforów.

## Przykład użycia
- # halt - spowoduje wyłączenie naszego komputera.